# Doutrina católica sobre os Dez Mandamentos

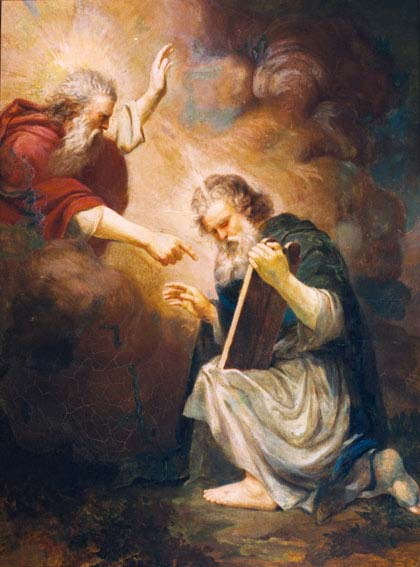
Moisés recebendo as Tábuas da Lei (pintado por João Zeferino da Costa, 1868)

A doutrina católica sobre os Dez Mandamentos refere-se ao conjunto dos ensinamentos oficiais do Magistério da Igreja Católica, expressos em variadíssimos documentos eclesiásticos, particularmente no Catecismo da Igreja Católica, sobre os mandamentos listados em Êxodo 20:1-17 e Deuteronômio 5:2-21, pertencentes ao Antigo Testamento. Estes mandamentos ou preceitos, vulgarmente designados por "Dez Mandamentos", são um conjunto de imperativos morais e religiosos que são reconhecidos como a base moral no Judaísmo, Cristianismo e Islão. Estas três religiões acreditam que os Dez Mandamentos fazem parte da Aliança estabelecida por Deus com os Israelitas. De acordo com o Catecismo da Igreja Católica, os Dez Mandamentos são considerados essenciais para a salvação e crescimento espiritual das almas que amam Deus e servem também de base para a Doutrina Social da Igreja. Examinar e analisar se os Dez Mandamentos foram cumpridos ou não é uma das formas de exame de consciência mais frequentes usada por católicos antes de receberem o sacramento da Penitência.
Os Dez Mandamentos aparecem nos escritos cristãos dos primeiros séculos; o Catecismo da Igreja Católica afirma que eles "têm ocupado um lugar preponderante na catequese dos futuros baptizados e dos fiéis" desde o tempo de Santo Agostinho de Hipona (354–430 d.C.). Até ao Quarto Concílio de Latrão em 1215, a Igreja Católica não teve nenhum padrão oficial para a instrução religiosa; várias evidências sugerem que os Dez Mandamentos já eram utilizados na instrução religiosa no Cristianismo primitivo e na Idade Média, mas com uma ênfase inconsistente. A falta de instrução neles por algumas dioceses foi uma das críticas feitas pelos reformadores protestantes contra a Igreja Católica. Por isso, o primeiro catecismo com autoridade universal em toda a Igreja, o Catecismo Romano, publicado em 1566 por ordem do Concílio de Trento, passou a fornecer "discussões minuciosas em torno de cada mandamento", mas deu maior ênfase aos sete sacramentos. O mais recente catecismo com autoridade universal, o Catecismo da Igreja Católica, dedica uma grande parte para interpretar cada um dos mandamentos.
A doutrina católica sobre os Dez Mandamentos é amplamente baseada no Antigo e no Novo Testamentos e também nos escritos dos primeiros Padres da Igreja. No Novo Testamento, Jesus reconheceu a sua validade e instruiu seus discípulos a ir mais longe, exigindo uma justiça superior do que a dos escribas e fariseus. Resumido por Jesus em dois grandes mandamentos que ensinam o amor a Deus e o amor ao próximo, eles ensinam as pessoas nas suas relações com ambos. Os quatro primeiros mandamentos exigem respeito pelo nome de Deus, guarda do Dia do Senhor, reconhecimento e adoração única e proibição do culto a outros deuses. Os restante tratam das relações com o próximo, como que entre pai e filho; além de incluírem proibições contra a mentira, roubo, assassinato, adultério e ganância.

## Introdução doutrinal
Segundo a doutrina da Igreja Católica, os Dez Mandamentos (ou Decálogo) são a síntese de toda a Lei de Deus (ou Lei moral) e a base mínima e fundamental da moral católica. Por isso, a Igreja Católica exige aos seus fiéis o cumprimento obrigatório dessas regras. Quem não seguir estas regras, comete pecado e, dependendo da gravidade da transgressão, desvia-se parcial ou totalmente de Deus e do seu amor, rejeitando assim a salvação e felicidade eterna oferecidas por Deus. Porém, como o amor de Deus é infinito e como Jesus já se sacrificou na cruz, todos os homens podem ser perdoados por Deus a qualquer momento, desde que se arrependam de um modo livre e sincero e se comprometam em fazer o possível para perdoar aos seus inimigos. Esse perdão dos pecados pode ser concedido por Deus por meio da Igreja, pela primeira vez, através do sacramento do batismo e depois, ordinariamente, através do sacramento da Confissão (ou Penitência).
Segundo as próprias palavras de Jesus, é necessário observar os Dez Mandamentos "para entrar na vida eterna", além de ser necessário para os fiéis mostrarem o seu agradecimento e pertença a Deus. Esses mandamentos, que ditam os deveres fundamentais do homem para com Deus e com o seu próximo, dão a conhecer também a vontade divina.
Ao anunciar o Evangelho e o Reino de Deus, Jesus levou à sua "perfeição e cumprimento" a Lei de Deus e, portanto, também os Dez Mandamentos. Isso quer dizer que ele interpretou plenamente e deu o sentido último às verdades reveladas por Deus ao longo do Antigo Testamento e renovou a aliança entre Deus e os homens, instaurando assim o Novo Testamento (ou a Nova Aliança). Para Jesus, toda a Lei de Deus cumpre-se e resume-se no duplo e único mandamento do amor a Deus e ao próximo: "Amarás o Senhor teu Deus com todo o teu coração, com toda a tua alma e com toda a tua mente. Este é o maior e o primeiro dos mandamentos. E o segundo é semelhante ao primeiro: amarás o teu próximo como a ti mesmo. Destes dois mandamentos depende toda a Lei e os Profetas".
A fórmula de catequese dos Dez Mandamentos proposta pelo Compêndio do Catecismo da Igreja Católica é a seguinte:
- 1.º - Adorar somente a Deus e amá-lo sobre todas as coisas.
- 2.º - Não invocar o Santo Nome de Deus em vão.
- 3.º - Guardar domingos e festas de guarda.
- 4.º - Honrar pai e mãe (e os outros legítimos superiores).
- 5.º - Não matar (nem causar outro dano, no corpo ou na alma, a si mesmo ou ao próximo).
- 6.º - Guardar castidade nas palavras e nas obras.
- 7.º - Não furtar (nem injustamente reter ou danificar os bens do próximo).
- 8.º - Não levantar falsos testemunhos.
- 9.º - Guardar castidade nos pensamentos e nos desejos.
- 10.º- Não cobiçar as coisas alheias.

## Numeração
O Antigo Testamento refere-se a dez mandamentos individuais, mesmo que haja mais de dez imperativos em dois relevantes textos: Êxodo 20:1-17 e Deuteronômio 5:6-21. O Antigo Testamento não deixa claro como os textos devem ser divididos para chegar aos dez mandamentos. A divisão usada tradicionalmente pela Igreja Católica e pelo Luteranismo é primeiramente baseada do livro Perguntas sobre o Êxodo do Padre da Igreja Latina Agostinho de Hipona (354–430). Outras igrejas cristãs, tais como a Igreja Ortodoxa e algumas igrejas protestantes, usam uma forma estabelecida pelos Padres Gregos. As duas formas têm uma numeração um pouco diferente, mas mantêm a mesma essência. A numeração judaica difere das denominações cristãs quanto ao que os cristãos chamam de prólogo para todo o primeiro mandamento.

## História
Os Dez Mandamentos são reconhecidos como a base moral pelo judaísmo, cristianismo e islamismo. Eles aparecem pela primeira vez no Livro do Êxodo, segundo o qual Moisés, agindo sob as ordens de Deus, libertou os israelitas da escravidão física no Egito. De acordo com os ensinamentos da Igreja Católica, Deus ofereceu e estabeleceu uma aliança — que incluía os Dez Mandamentos — para libertá-los sobretudo da "escravidão espiritual" do pecado. Alguns historiadores têm-no descrito como "o acontecimento central na história da antiga Israel".
A vida e ministério de Jesus na Terra é vista pela Igreja Católica como o cumprimento do destino dos judeus, que foram escolhidos, de acordo com o filósofo Peter Kreeft, para "mostrar o verdadeiro Deus para o mundo". Jesus reconheceu os Mandamentos e instruiu seus discípulos a ir mais longe, exigindo "que se a vossa justiça não exceder a dos escribas e fariseus, de modo nenhum entrareis no Reino dos Céus". Explicando os ensinamentos católicos, Kreeft afirmou que "os mandamentos são a ordem moral tal como a história da criação em Gênesis 1 é a ordem natural. Eles são a ordem de Deus conquistando o caos. Eles não são ideias do homem sobre Deus, mas as ideias de Deus sobre o homem." A Igreja Católica ensina que Jesus libertou as pessoas de cumprirem "a lei judaica onerosa (Torah ou Lei Mosaica) com os seus 613 regulamentos distintos [mas] não da obrigação de guardar os Dez Mandamentos", porque os Dez Mandamentos "foram escritos pelo dedo de Deus, ao contrário [daqueles] escritos por Moisés". Este ensinamento foi reafirmado no Concílio de Trento (1545–1563) e no Concílio Vaticano II (1962–1965).
Embora seja incerto o papel que os Dez Mandamentos tinham no culto cristão primitivo, existem evidências que sugerem que eles eram recitados durante alguns serviços religiosos e utilizados na educação cristã. Por exemplo, os Mandamentos estão incluídos numa das primeiras obras cristãs, o Didaquê. Estudiosos afirmam que os mandamentos foram altamente considerados pela Igreja primitiva como um resumo da lei de Deus. O estudioso protestante Klaus Bockmuehl acredita que a Igreja Católica substituiu, nos anos 400 a 1200, os Mandamentos por listas de virtudes e vícios, tais como os sete pecados capitais. Outros estudiosos afirmam que, ao longo da história da Igreja Católica, os Mandamentos têm sido usados como exame de consciência e que muitos teólogos escreveram sobre eles. Embora existam evidências de que os Mandamentos formavam parte da catequese dada nos mosteiros e noutros locais, não houve nenhuma posição oficial da Igreja para promover métodos específicos de instrução religiosa durante a Idade Média. O Quarto Concílio de Latrão (1215) foi a primeira tentativa de resolver este problema educacional. Evidências históricas revelam que os esforços de alguns bispos para implementar as resoluções do Concílio incluíram uma ênfase especial no ensino dos Mandamentos nas suas respectivas dioceses. Séculos mais tarde, a falta de instrução dos Mandamentos por algumas dioceses foi uma das críticas feitas pelos reformadores protestantes contra a Igreja Católica.
Catecismos produzidos em dioceses específicas em meados do século XIV deram mais ênfase aos Mandamentos e lançaram bases para o primeiro catecismo oficial da Igreja Católica, o Catecismo Romano de 1556. Encomendado pelo Concílio de Trento, este catecismo forneceu "discussões aprofundadas de cada Mandamento" mas deu maior ênfase aos sete sacramentos para enfatizar a doutrina católica que a vida cristã depende da graça obtida através da vida sacramental na Igreja Católica. Esta ênfase entrou em conflito com as crenças protestantes, que defendiam os mandamentos como fonte da graça divina. Embora as mais recentes encíclicas papais ofereçam interpretações dos ensinamentos da Igreja sobre os mandamentos individuais, ao longo da história, os ensinamentos oficiais da Igreja foram baseados no Velho e no Novo Testamento, e nos escritos dos primeiros Padres da Igreja, tais como Orígenes, Irineu e Agostinho. Mais tarde, os teólogos Tomás de Aquino e Boaventura de Bagnoregio fizeram notáveis comentários sobre os Mandamentos. Aquino, um santo e Doutor da Igreja, considerou-os como os "preceitos primários da justiça e de toda a lei, e a razão natural dá assentimento imediato a eles como sendo princípios claramente evidentes."
O Catecismo da Igreja Católica — o mais recente resumo oficial da doutrina católica — dedica uma grande parte aos Mandamentos, que servem como base para a Doutrina Social da Igreja. De acordo com o Catecismo, os Mandamentos tinham um lugar de destaque no ensino da fé cristã desde o século V. Kreeft explica que a Igreja considera-os como "um caminho de vida" e um "caminho para a liberdade", assim como um pátio da escola que protege as crianças dos "perigos da vida".

## Primeiro mandamento
O primeiro mandamento, de acordo com o ensinamento da Igreja, "significa que [os seguidores] devem orar e adorar somente a Deus porque Deus é único." O Catecismo explica que este mandamento proíbe idolatria, fornecendo exemplos de práticas proibidas como a adoração de qualquer criatura e de "'demônios […] poder, prazer, raça, ancestrais, o Estado [e] dinheiro'". Agostinho interpretou esse mandamento como "ame a Deus e faça o que você quiser". Explicando essa opinião, Kreeft afirma que todo o pecado "serve algum outro deus, obedece a outro comandante: o mundo ou a carne ou o diabo."
O Catecismo associa este mandamento com as três virtudes teologais. A primeira virtude, a fé, instrui os católicos a acreditar em Deus e evitar heresias, apostasias e cismas. A segunda virtude, esperança, adverte os católicos contra o desânimo e a presunção. De acordo com o Catecismo, a última virtude, caridade, pode ser atendida somente se os católicos se abstenham de indiferença ou ingratidão para com Deus, e evitem a preguiça espiritual e um ódio a Deus decorrentes do orgulho. O Catecismo enumera violações específicas deste mandamento, incluindo superstição, politeísmo, sacrilégio, ateísmo e todas as práticas de magia e feitiçaria. Além disso, proíbe a astrologia, a leitura de mãos, a interpretação de presságios e de sortes e a consulta de horóscopos ou médiums. O Catecismo atribui para estas últimas ações "uma vontade de dominar o tempo, a história e, finalmente, os homens, ao mesmo tempo que é um desejo de conluio com os poderes ocultos".

### Esculturas

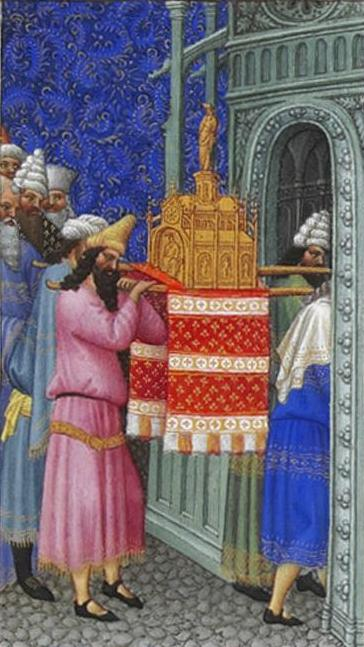
A Arca da Aliança sendo levada para dentro do Templo de Jerusalém

Enquanto os católicos são por vezes acusados de adorar imagens, em violação do primeiro mandamento, a Igreja Católica defende-se dizendo que é um mal-entendido. Segundo a Igreja, "«a honra prestada a uma imagem remonta ao modelo original» e «quem venera uma imagem venera nela a pessoa representada». A honra prestada às santas imagens é uma «veneração respeitosa», e não uma adoração, que só a Deus se deve". No século VIII, discussões sobre se os ícones religiosos (neste contexto pinturas) foram proibidos ou não pelo primeiro mandamento. A disputa foi quase totalmente restrita às Igrejas orientais; os iconoclastas queriam proibir os ícones, enquanto que os Iconódulos apoiavam a sua veneração, uma posição consistentemente apoiada pela Igreja Ocidental. O Segundo Concílio de Niceia, em 787, determinou que a veneração de ícones e imagens não é uma violação do mandamento e afirma que "quem venera uma imagem venera a pessoa retratada nela." Na época da controvérsia sobre a iconoclastia, a Igreja Ocidental passou a usar esculturas monumentais, que pela arte românica tornaram-se numa das principais características da arte cristã ocidental, que se manteve parte da tradição católica, em contraste com o cristianismo oriental, que evita grandes esculturas religiosas. O Catecismo postula que Deus deu permissão para imagens que simbolizam a salvação cristã por símbolos, tais como a Serpente de Bronze e o Querubim na Arca da Aliança. O Catecismo afirma também que, "encarnando, o Filho de Deus inaugurou uma nova «economia» das imagens.".
A Conferência dos Bispos Católicos dos Estados Unidos (USCCB) explica o Catecismo em seu livro intitulado United States Catechism for Adults (em português: Catecismo para adultos dos Estados Unidos), publicado em 2006, que a idolatria nos tempos antigos expressou-se na adoração de coisas tais como o "sol, lua, estrelas, árvores, touros, águias e serpentes", bem como "imperadores e reis". Este catecismo norte-americano explica que hoje a idolatria manifesta-se na adoração de outras coisas e lista algumas como "poder, dinheiro, bens materiais e desportos."

## Segundo mandamento
O segundo mandamento proíbe usar o nome de Deus em vão. Muitas culturas antigas acreditavam que os nomes eram sagrados; algumas tinham proibições de quando o nome de uma pessoa poderia ser pronunciado. O Evangelho de João relata um incidente onde um grupo de judeus tentaram apedrejar Jesus depois de ele ter proclamado o nome de Deus. Eles interpretaram a sua declaração como uma afirmação da sua divindade. Uma vez que eles não acreditavam que ele era Deus, eles consideraram isso uma blasfêmia, que, sob a Lei mosaica, deveria ser punida com pena de morte. Kreeft escreve que são santos todos os nomes pelo qual Deus é conhecido, e, assim, todos esses nomes estão protegidos pelo segundo mandamento. O Catecismo afirma que o respeito e "deferência para com o seu nome exprime a que é devida ao mistério do próprio Deus e a toda a realidade sagrada que ele evoca." O Catecismo também exige respeito aos nomes de pessoas por respeito à dignidade da pessoa humana.
O sentimento por detrás deste mandamento é ainda codificado no Pai Nosso, que começa deste modo: "Pai Nosso que estais nos céus, santificado seja o vosso nome". De acordo com o Papa Bento XVI, quando Deus revelou o seu nome a Moisés, Ele estabeleceu uma relação com a humanidade; Bento XVI afirma que a Encarnação foi o ponto culminante de um processo que "começou com a doação do nome divino." Bento XVI elabora que isto significa que o nome divino poderia ser mal utilizado e que a inclusão de Jesus de "santificado seja o vosso nome" é um apelo à santificação do nome de Deus, para "proteger o maravilhoso mistério da sua acessibilidade para nós, e constantemente afirmar a sua verdadeira identidade em oposição à nossa distorção dela".
Segundo a doutrina católica, este mandamento não impede o uso do nome de Deus na tomada de juramentos solenes administrados por uma autoridade legítima. Entretanto, mentir sob juramento, invocar o nome de Deus para fins mágicos, ou expressando palavras de ódio ou provocação contra Deus são considerados pecados de blasfêmia.

## Terceiro mandamento
Citando o rabino e estudioso judeu Jacob Neusner, o Papa Bento XVI explica que, para Israel, manter este mandamento era mais do que um ritual; era uma maneira de imitar Deus, que descansou no sétimo dia após a criação. Também constituía o núcleo da ordem social.

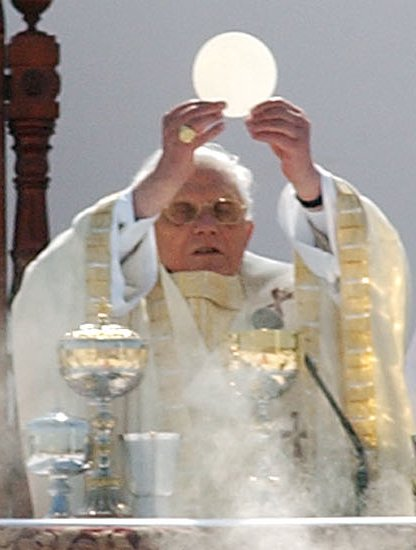
Papa Bento XVI a celebrar a Eucaristia, um sacramento celebrado na missa católica.

Embora algumas denominações cristãs sigam a prática judaica de observar o Shabat no sábado, os católicos, juntamente com a maioria dos cristãos, guardam o domingo como um dia especial, que eles chamam de "Dia do Senhor". Esta prática remonta ao primeiro século e na crença dos primeiros cristãos de que Jesus ressuscitou dos mortos no primeiro dia da semana. O Didache exorta os cristãos a se unirem no Dia do Senhor para partir o pão e dar graças. Tertuliano é o primeiro a mencionar o descanso dominical:
"Nós, entretanto (assim como a tradição nos ensinou), no dia da Ressurreição do Senhor devemos guardar não só apenas de joelhos, mas a cada postura e no ofício da solicitude, adiando até mesmo os nossos negócios para que não nos sejam dados um lugar ao diabo".
No século VI, São Cesário de Arles ensinou que toda a glória do Shabat judaico tinha sido transferido para domingo e que os cristãos devem guardar o domingo como os judeus foram ordenados a guardar o sábado, mas o Concílio de Orleães em 538, reprovou esta tendência como judia e não cristã.
Os líderes da Igreja Católica nos séculos seguintes colocaram o descanso dominical na catequese oficial da Igreja, e os governos cristãos têm tentado impor o descanso dominical ao longo da história. Para os católicos, o ensinamento de Jesus de que "o sábado foi feito para o homem, não o homem para o sábado" significa que as boas obras podem fazer parte do dia de descanso quando os outros necessitarem delas. O Catecismo oferece orientações sobre como observar o Dia do Senhor, que incluem missa obrigatória aos domingos e dias santos. Nesses dias, católicos não podem trabalhar ou fazer atividades que "impeçam o culto devido a Deus", mas a "execução de obras de misericórdia num espírito de alegria" são permitidos.
De acordo com a USCCB, este mandamento "foi concretizado pelos católicos" como o primeiro dos cinco mandamentos da Igreja. Esta conferência episcopal cita a encíclica papal Dies Domini (1998) de João Paulo II:
"Uma vez que a participação na Missa é uma obrigação dos fiéis, a não ser que tenham um impedimento grave, impõe-se aos Pastores o relativo dever de oferecer a todos a possibilidade efectiva de satisfazer o preceito. […] Mas, uma tal observância [do dia do Senhor], antes ainda de ser sentida como preceito, deve ser vista como uma exigência inscrita profundamente na existência cristã. É de importância verdadeiramente capital que cada fiel se convença de que não pode viver a sua fé, na plena participação da vida da comunidade cristã, sem tomar parte regularmente na assembleia eucarística dominical."

## Quarto mandamento
O Papa Bento XVI afirmou que o rabino Neusner "justamente encara este mandamento como a ancoragem no coração da ordem social". Este mandamento fortalece as relações geracionais, faz a ligação explícita entre a ordem da família e a estabilidade social, e revela que a família é "querida e protegida por Deus." Porque o amor incondicional dos pais para com os seus filhos espelham o amor de Deus e também porque eles têm o dever de passar a fé aos seus filhos, o Catecismo chama a família de "uma igreja doméstica", "uma comunidade privilegiada" e a "célula originária da vida social".
O Catecismo diz que este mandamento exige deveres dos filhos aos pais que incluem:
1. Respeito filial para com os pais, que também engloba "as relações entre irmãos e irmãs".[70]
2. Gratidão.[74]
3. Obediência aos pais enquanto a criança viver em casa e "quando é para o seu bem ou para o bem da família",[74] exceto quando a obediência exigisse que a criança faça algo moralmente errado.
4. Quando os filhos já forem crescidos, oferecerem, se for preciso, apoio material e moral aos seus pais envelhecidos, especialmente em momentos de "doença, de solidão ou de desânimo".[70][74]

De acordo com o Catecismo, esse mandamento também requer obrigações por parte dos pais para com as crianças, entre as quais incluem:
1. "Educação moral, formação espiritual e evangelização" de seus filhos.
2. "Respeito aos seus filhos como filhos de Deus e pessoas humanas."
3. "Disciplina adequada para as crianças, mas tendo o cuidado de não provocá-las."
4. "Evitando pressão para escolher uma determinada profissão ou cônjuge", o que não impede os pais de dar "conselhos criteriosos".[75]
5. "Ser um bom exemplo" para os seus filhos.
6. Reconhecer "os próprios defeitos" diante dos seus filhos para orientar e corrigi-los.[70][75]

### Expansão de Jesus
O Evangelho segundo Mateus relata que quando alguém disse a Jesus que "tua mãe e teus irmãos estão lá fora e procuram falar-te", Jesus respondeu-lhes dizendo: "Quem é minha mãe, e quem são meus irmãos? Estendendo a mão para seus discípulos, exclamou: Eis minha mãe e meus irmãos! Pois aquele que fizer a vontade de meu Pai que está nos céus, esse é meu irmão, irmã e mãe". O Papa Bento XVI afirma que essa máxima de Jesus levou o quarto mandamento a um nível novo e mais elevado. Ao fazer a vontade de Deus, qualquer pessoa pode se tornar parte da família universal de Jesus e, por conseguinte, de Deus. Assim, as responsabilidades do quarto mandamento estendem-se à sociedade e exigem respeito das "legítimas autoridades sociais". O Catecismo especifica os "deveres dos cidadãos e das nações", que Kreeft resume como:
1. "Obediência e honra" para "todos os que para o nosso bem, receberam de Deus autoridade na sociedade".
2. "Pagamento de impostos, o exercício do direito de voto e defender o país".
3. "A obrigação de estar vigilante e crítico", o que exige que os cidadãos critiquem o que prejudica a dignidade humana e a comunidade.
4. "O dever de desobediência" às autoridades civis e diretrizes que são contrárias à ordem moral.
5. "Praticar a caridade", que é uma "necessidade para qualquer família ou sociedade funcionante"; é o "maior mandamento social" e requer que as pessoas amem a Deus e ao próximo.
6. "Acolher o estrangeiro" que precisa de segurança e sustento que não podem ser encontrados no seu país de origem.
7. "A obrigação dos países ricos de ajudar os países pobres", especialmente em tempos de "necessidade imediata".
8. "A expectativa das famílias ajudarem outras famílias".[70][78]

## Quinto mandamento
Este mandamento exige respeito pela vida humana. De acordo com a Bíblia e os ensinamentos da Igreja, Jesus expandiu este mandamento, passando a exigir também que os cristãos amem os seus inimigos e evitem a raiva injusta, o ódio e a vingança. A base de toda a doutrina católica sobre o quinto mandamento é a ética da santidade da vida, que Kreeft argumentou como sendo filosoficamente oposta à ética da qualidade de vida, uma filosofia que ele caracteriza como sendo introduzida por um livro alemão intitulado Die Freigabe der Vernichtung des Lebensunwerten Lebens (em português: A Permissão para Destruir Uma Vida Indigna De Ser Vivida). Kreeft afirmou que este livro foi o primeiro "que ganhou a aceitação do público … por médicos alemães antes da Segunda Guerra Mundial — a base e o início de práticas médicas nazis" e eutanásicas. Esta interpretação é geralmente apoiada por revistas médicas modernas que discutem e informam os dilemas colocados por estas filosofias opostas aos médicos, que precisam frequentemente de tomar decisões de vida ou morte. Porém, existem bioeticistas que caracterizam o uso da "analogia nazi" como inadequado e "odiosamente errado" quando aplicado à qualidade das decisões para a vida. Cumprindo o quinto mandamento, a Igreja Católica está ativamente envolvida em debates públicos sobre o aborto, a pena de morte e a eutanásia, e encoraja os seus crentes a apoiar leis e políticas descritas como pró-vida.

### Aborto
O Catecismo afirma que "a vida humana é sagrada porque, desde a sua origem, postula a acção criadora de Deus e mantém-se para sempre numa relação especial com o Criador, seu único fim. Só Deus é senhor da vida, desde o primeiro instante da concepção até o seu término natural: ninguém, em circunstância alguma, pode reivindicar o direito de dar a morte directamente a um ser humano inocente." Matar directa e intencionalmente um ser humano inocente é considerado um pecado mortal pela Igreja. O assassinato de familiares, que incluiu o aborto induzido, "o infanticídio, o fratricídio, o parricídio e o assassinato do cônjuge" são considerados crimes e pecados mortais mais graves ainda, "em razão dos laços naturais que eles quebram."
A Igreja reconhece o momento da concepção como o início da vida humana e salienta que o embrião deve ser "defendido na sua integridade, tratado e curado, na medida do possível, como qualquer outro ser humano." O aborto induzido foi específica e persistentemente condenado pela Igreja desde o século I.
"A colaboração formal" no aborto induzido incorre na pena de excomunhão latae sententiae, "isto é, pelo facto mesmo de se cometer o delito". O Catecismo enfatiza que esta sanção não tem a intenção de restringir a misericórdia, mas apenas em deixar claro a gravidade do crime e os danos irreparáveis feitos à criança, seus pais e à sociedade. "A colaboração formal" no aborto não se estende apenas à mãe que livremente se submete, mas também aos médicos, enfermeiros e auxiliares que diretamente participam no ato. A Igreja tem vários projectos e ministérios de reconciliação para aqueles que sinceramente se arrependam de seus pecados de colaboração formal no aborto.
O ensinamento oficial da Igreja permite procedimentos médicos e tratamentos destinados a proteger ou restaurar a saúde da mãe se ela estiver em perigo mortal sem tais procedimentos, mesmo quando tais procedimentos acarretam algum risco de morte para o feto. Exemplos incluem a remoção da tuba uterina no caso de uma gravidez ectópica, remoção de um útero grávido com câncer ou uma apendicectomia. Para decidir questões como essas é usada a teoria do duplo efeito.

#### Uso de embriões para investigação ou fertilização
O Catecismo para adultos dos Estados Unidos dedica uma seção para a reprodução medicamente assistida, células-tronco embrionárias e clonagem na sua explicação do quinto mandamento, porque essas técnicas muitas vezes envolvem a destruição de embriões humanos, considerado uma forma de assassinato gravemente pecaminoso pela Igreja. Investigações científicas com células-tronco embrionárias são consideradas "um meio imoral para um bom fim" e "moralmente inaceitável." Citando a Instrução sobre o respeito à vida humana nascente e a dignidade da procriação da Congregação para a Doutrina da Fé, a Conferência dos Bispos Católicos dos Estados Unidos (USCCB) afirma que "o objetivo, apesar de nobre, como uma vantagem previsível para a ciência, a outros seres humanos, ou para a sociedade, não pode de forma alguma justificar a experimentação em embriões humanos vivos ou fetos, viáveis ou não, dentro ou fora do corpo da mãe." Ela observa também que o uso das células-tronco adultas, que são células obtidas com o consentimento de alguém e sem pôr em causa a vida do doador, é um campo promissor de pesquisa e moralmente aceitável.
Ainda em relação à reprodução medicamente assistida que implica a "inseminação e fecundação artificial", o Catecismo da Igreja Católica declara que estas técnicas, mesmo se praticadas no seio do casal (ou seja, "fecundação artificial homóloga"), "continuam moralmente inaceitáveis. Dissociam o acto sexual do acto procriador. O acto fundador da existência do filho deixa de ser um acto pelo qual duas pessoas se dão uma à outra, e «remete a vida e a identidade do embrião para o poder dos médicos e biólogos. Instaurando o domínio da técnica sobre a origem e destino da pessoa humana. Tal relação de domínio é, de si, contrária à dignidade e à igualdade que devem ser comuns aos pais e aos filhos»"; e que "só o respeito pelo laço que existe entre os significados do acto conjugal e o respeito pela unidade do ser humano permite uma procriação conforme à dignidade da pessoa".

### Suicídio e eutanásia
O quinto mandamento proíbe o suicídio, incluindo o suicídio assistido, e a eutanásia ou golpe de misericórdia aos que estão morrendo, até mesmo para eliminar o sofrimento. A doutrina católica define a eutanásia como "uma acção ou uma omissão que, por sua natureza e nas intenções, provoca a morte com o objectivo de eliminar o sofrimento". A Igreja considera que os cuidados normais de quem enfrenta uma morte iminente não podem ser retidos ou interrompidos. Estes cuidados normais referem-se, como por exemplo, à comida, água e alívio da dor, e não incluem os tratamentos extraordinários, que são as "intervenções médicas já inadequadas à situação real do doente". São consideradas inadequadas "porque não proporcionam os resultados que se poderiam esperar ou ainda porque [são] demasiado gravosas" para os doentes e respectivas famílias. Por isso, em situações de morte iminente e inevitável, é moralmente aceitável permitir que os doentes terminais morram naturalmente e renunciem a tratamentos extraordinários "que dariam somente um prolongamento precário e penoso da vida, sem, contudo, interromper os cuidados normais devidos" habituais. A Igreja apoia a prática dos cuidados paliativos, incluindo o uso de analgésicos e sedativos que, ao aliviar a dor, podem encurtar a vida do doente, desde que a morte não seja "querida, nem como fim nem como meio, mas somente prevista e tolerada como inevitável".

### Pena de morte
Nos primeiros 200 anos, os cristãos "recusaram-se a matar no serviço militar, em defesa pessoal ou no sistema judicial", mas ainda não havia nenhuma posição oficial da Igreja sobre a pena de morte. Quando a Igreja foi oficialmente reconhecida como uma instituição pública no Édito de Milão (313), a sua postura em relação à pena de morte foi de tolerância, mas não de aceitação plena e absoluta. Porém, a pena de morte teve apoio desde os primeiros teólogos católicos: Ambrósio de Milão encorajava membros do clero a anunciar e executar a pena de morte, enquanto Agostinho de Hipona respondeu às objeções enraizadas no quinto mandamento no seu livro De Civitate Dei. Tomás de Aquino e Duns Scot também argumentaram que as Sagradas Escrituras suportam as autoridades civis a levarem a cabo a pena de morte. O Papa Inocêncio III exigiu que Pedro Valdo e os valdenses aceitassem que "o poder secular pode, sem pecado mortal, exercer o julgamento de sangue, desde que o use com justiça, não por ódio, com prudência, não em precipitação" como pré-requisito para a sua reconciliação com a Igreja. Paul Suris afirma que os ensinamentos oficiais da Igreja não têm nem condenado nem promovido absolutamente a pena de morte, mas a tolerância da Igreja a esta pena sofreu variações ao longo dos tempos. A Inquisição constituiu o exemplo mais memorável do apoio da Igreja à pena de morte, embora alguns historiadores consideram que este tribunal eclesiástico era mais brando e aplicava menos a pena de morte do que os tribunais seculares daquela época.
O Catecismo da Igreja Católica afirma que a pena de morte é permitida em casos de extrema gravidade. É permitido caso "não haja a mínima dúvida acerca da identidade e da responsabilidade do culpado" e se a pena de morte é a única maneira de "defender eficazmente vidas humanas de um agressor injusto". Entretanto, se houver outros meios disponíveis para defender as pessoas do "agressor injusto", estes são preferidos porque são considerados mais respeitosos da dignidade humana e mais de acordo com o bem comum. Porque actualmente as sociedades modernas têm meios eficazes para prevenir a criminalidade sem execução, o Catecismo declara que os casos em que a execução do criminoso é uma necessidade absoluta "são já muito raros, se não mesmo praticamente inexistentes". O Papa João Paulo II discutiu e afirmou isso na Encíclica Evangelium Vitae, publicada em 1995.

### Saúde pessoal, respeito pelos mortos e enterro

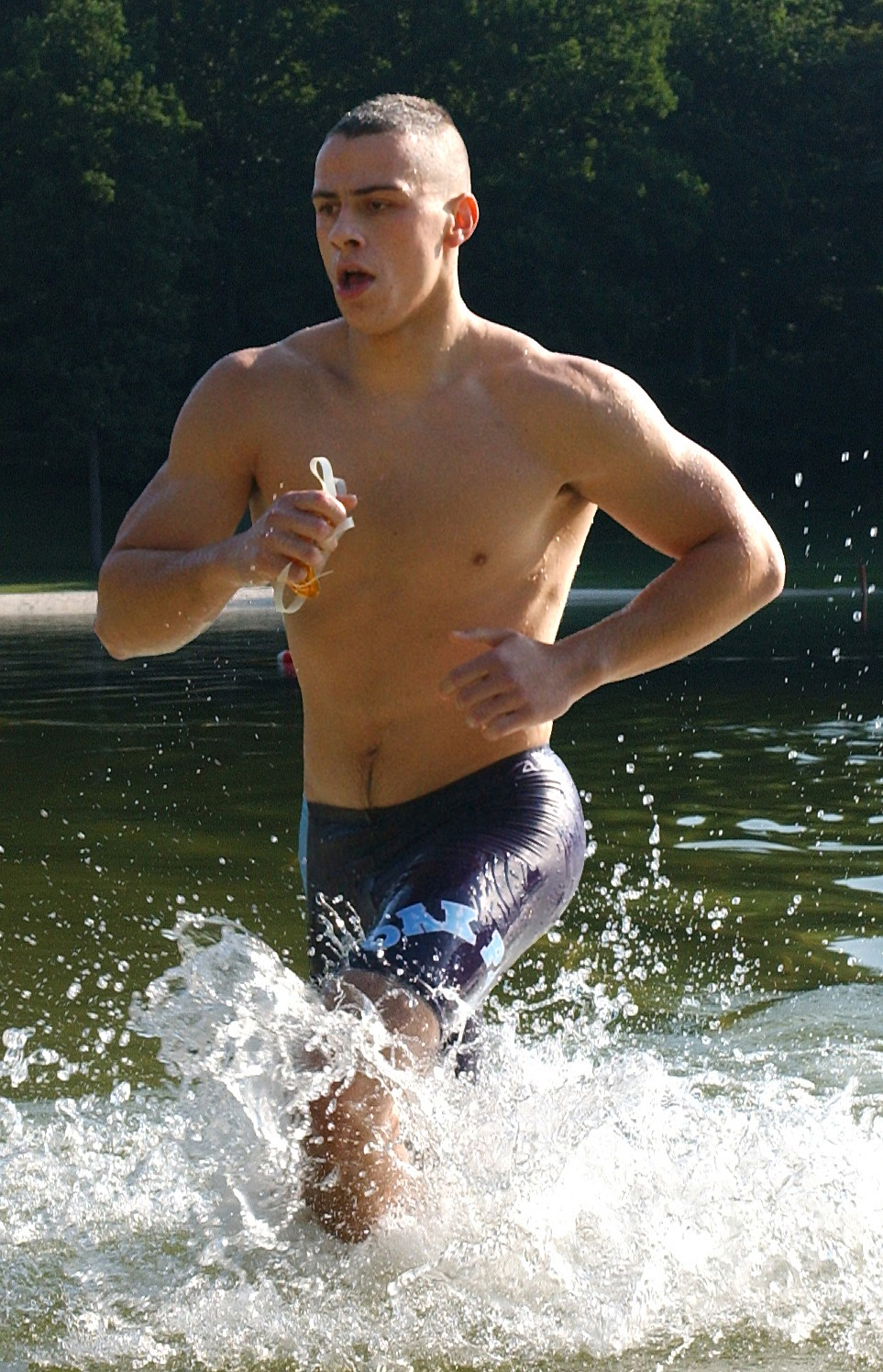
A doutrina católica incluiu no cumprimento do quinto mandamento o respeito ao próprio corpo, o que impede o abuso de alimentos, álcool, medicamentos, drogas ilegais ou comportamentos pouco saudáveis.

De acordo com os ensinamentos da Igreja, o respeito pela vida humana exige também o respeito do próprio corpo, impedindo os comportamentos pouco saudáveis, o excesso de comida, álcool, medicamentos e drogas ilegais. A Igreja também adverte contra o comportamento oposto de "preocupação excessiva com a saúde e bem-estar do corpo que 'idolatra' a perfeição física, a boa condição física e o sucesso nos desportos."
Sequestro, terrorismo, tortura, esterilizações, amputações, mutilações e modificações corporais que não são justificadas por razões médicas ou terapêuticas são proibidas. De acordo com o Catecismo, as sociedades têm uma obrigação moral de se esforçarem para oferecer condições de vida saudáveis para todas as pessoas.
Segundo o Catecismo, o enterro dos mortos é uma obra de misericórdia corporal e "os corpos dos defuntos devem ser tratados com respeito e caridade". Logo, o espalhamento dos restos cremados ou o enterro num túmulo sem identificação são proibidos pela Igreja Católica. A doação de orgãos, as cremações e as autópsias por razões legais e científicas são permitidas. Em relação à cremação, a Igreja permite-a desde que esta não ponha em causa a fé católica na ressurreição dos corpos no dia do juízo final.

### Guerra e auto-defesa
De acordo com o afirmado na Bíblia, no Sermão da Montanha, Jesus lembrou o quinto mandamento "Não matarás" e, expandindo-o, proibiu também a raiva, o ódio e a vingança. Indo mais longe, Jesus pediu aos seus discípulos para que amem os seus inimigos. O Catecismo afirma que "o amor para consigo mesmo permanece um princípio fundamental de moralidade" e, por isso, é "legítimo fazer respeitar o seu próprio direito à vida". Kreeft diz que a "auto-defesa é legítima, pela mesma razão que o suicídio não é: porque a própria vida é um dom de Deus, um tesouro que somos responsáveis em preservar e defender." O Catecismo ensina que "quem defende a sua vida não é réu de homicídio, mesmo que se veja constrangido a desferir sobre o agressor um golpe mortal" A legítima defesa pode não só ser um direito mas um dever para quem é responsável pela vida dos outros. A defesa do bem comum exige que o agressor seja impossibilitado de causar danos. Por esta razão, os detentores da autoridade têm o direito de usar armas para repelir os agressores contra a comunidade que está sob a sua responsabilidade.
A Igreja exige que todos rezem e trabalhem para evitar guerras injustas, mas permite a guerra justa se determinadas condições forem atendidas:
1. As razões para ir à guerra sejam defensivas.
2. "O dano infligido pelo agressor …for permanente, grave e certo."
3. For um último recurso, tomado somente após todos os outros meios de pôr fim ao "dano grave" terem sido ineficazes.
4. O objetivo final for a paz e houver sérias hipóteses de sucesso.
5. Males mais graves serão produzidos se o mal não for eliminado. Esta condição proíbe o uso de armas para eliminar todas as cidades e áreas com seus habitantes.
6. Respeito e cuidado para com os não combatentes, soldados feridos e prisioneiros. Os soldados são obrigados a desobedecer a ordens para cometer genocídio ou para violar os princípios universais.[79][111]

### Escândalo
O Catecismo classifica o escândalo sob o quinto mandamento e o define como uma "atitude ou comportamento que leva outrem a fazer o mal". No Evangelho segundo Mateus, Jesus afirmou que "se alguém escandalizar um destes pequeninos que creem em Mim, seria preferível que lhe suspendessem do pescoço a mó de um moinho e o lançassem nas profundezas do mar". A Igreja considera um pecado e crime grave causar o enfraquecimento da fé, esperança e amor de alguém, especialmente se esse alguém for um jovem e se o agressor for uma pessoa de autoridade, como um pai, professor ou padre.

## Sexto mandamento
De acordo com a Igreja Católica, os humanos são seres sexuais, cuja identidade sexual se estende para além do corpo, envolvendo também a mente e a alma. Os sexos são destinados por desígnio divino para serem diferentes e complementares, ambos com igual dignidade e feitos à imagem e semelhança de Deus. Os atos sexuais são sagrados dentro do contexto da relação conjugal, que reflete um "dom mútuo total e temporalmente ilimitado do homem e da mulher." Pecados sexuais, portanto, não violam apenas o corpo, mas todo o ser da pessoa. Em seu livro de 1995 Cruzando o Limiar da Esperança, João Paulo II fez uma reflexão sobre este assunto:
"Afinal, os jovens estão sempre em busca da beleza no amor. Eles querem que seu amor seja belo. Se eles caírem na fraqueza, seguindo os modelos de comportamento que podem ser justamente considerados um "escândalo no mundo contemporâneo" (e estes são, infelizmente, modelos amplamente difundidos), nas profundezas de seus corações eles ainda desejam um amor lindo e puro. Isto é tão verdadeiro tanto para rapazes como para raparigas. Em última análise, eles sabem que só Deus pode dar-lhes esse amor. Como resultado, eles estão dispostos a seguir Cristo, sem se importarem com os sacrifícios que isso pode acarretar."
Como o Judaísmo ortodoxo e o Islão, a Igreja Católica considera todos os atos sexuais fora do casamento como pecados mortais. A gravidade do pecado exclui o pecador da "comunhão sacramental" até que ele se arrependa e que seja absolvido na confissão sacramental.

### Vocação para a castidade
Os ensinamento da Igreja sobre o sexto mandamento inclui uma discussão aprofundada sobre a castidade. O Catecismo descreve a castidade como uma "uma virtude moral, […] um dom de Deus, uma graça, um fruto do trabalho espiritual". A Igreja vê o sexo como mais do que um ato físico; também afeta o corpo e a alma, por isso a Igreja ensina que a castidade é uma virtude que todas as pessoas são chamadas para conquistar e adquirir. É definida como "a unidade interior do homem no seu ser corporal e espiritual" que integra com sucesso a sexualidade humana na pessoa, com a sua "natureza humana inteira." Para adquirir esta virtude, os católicos são incentivados a entrar no "trabalho longo e exigente" do autodomínio, que é ajudado pelos amigos, graça de Deus, maturidade e educação "que respeite as dimensões morais e espirituais da vida humana." O Catecismo categoriza as violações do sexto mandamento em duas categorias: "crimes contra a castidade" e "crimes contra a dignidade do casamento".

#### Crimes contra a castidade
O Catecismo lista os seguintes "crimes contra a castidade" em ordem crescente de gravidade:
1. Luxúria: a Igreja ensina que o prazer sexual é bom e criado por Deus e que os cônjuges devem "experimentar o prazer e a satisfação do corpo e espírito". Kreeft defende que a "luxúria não significa prazer sexual, como tal, nem o deleite nela, nem o desejo dela em seu contexto certo."[127] A luxúria é "um desejo desordenado ou um gozo desregrado de prazer venéreo", ou seja, é o desejo de prazer sexual por si só, fora de sua finalidade da procriação e da união de homem e mulher, corpo e alma, na auto-doação mútua.[125][126]
2. Masturbação, que é "a excitação voluntária dos órgão genitais para daí retirar um prazer venéreo",[125] é considerado pecado pelas mesmas razões que a luxúria, mas está a um nível acima da luxúria porque envolve um ato físico em vez de um ato mental.[126]
3. Fornicação é a união sexual e "carnal fora do matrimónio entre um homem e uma mulher" solteiros. Esta é considerada "gravemente contrária à dignidade das pessoas e da sexualidade humana", porque é escandaloso "quando há corrupção dos jovens" e não está ordenado para o "bem dos esposos" nem para a "geração e educação de filhos."[125][126]
4. Pornografia é considerada uma perversão do ato sexual que se destina a ser distribuído a terceiros para visualização.[126]
5. Prostituição é considerada pecaminosa tanto para a prostituta como para o cliente porque reduz a pessoa humana a um mero instrumento de prazer sexual, violando assim a dignidade humana e prejudicando a sociedade. A gravidade do pecado é menor para as prostitutas que são forçadas para o ato por chantagem, miséria ou pressão social.[126]
6. Violação é um ato intrinsecamente mau que pode causar danos graves à vida da vítima, ofendendo com violência e "profundamente o direito de cada um ao respeito, à liberdade e à integridade física e moral".[125] É mais grave ainda quando constitui incesto — violação de crianças cometida pelos pais ou "por parentes próximos" —, ou quando é violação praticada "por educadores contra crianças a eles confiadas".[125][126]

#### Homossexualidade
O Catecismo dedica uma seção separada para a homossexualidade dentro de sua explicação do sexto mandamento. Assim como os atos heterossexuais fora do casamento, os atos homossexuais são considerados pecados e "são intrinsecamente desordenados". A Igreja distingue entre atrações homossexuais, que não são consideradas pecados, e os atos homossexuais, que são. O Catecismo afirma que estes atos "são contrários à lei natural, fecham o acto sexual ao dom da vida, não procedem duma verdadeira complementaridade afectiva sexual, [por isso] não podem, em caso algum, ser aprovados". A Igreja ensina que uma inclinação homossexual é "objetivamente desordenada" e pode ser uma grande provação para a pessoa. Porém, a Igreja também ensina que os homossexuais "devem ser acolhidos com respeito, compaixão e delicadeza" e "qualquer sinal de discriminação injusta" em relação a eles deve ser evitado.
Os homossexuais são, de acordo com a Igreja, "chamados à castidade". Eles devem ser instruídos a praticar as virtudes do "auto-domínio" que ensina a "liberdade interior", usando o apoio dos amigos, a oração e a graça dos sacramentos da Igreja. Estes instrumentos e auxílios são destinados a ajudar os homossexuais a aproximarem-se, "gradual e resolutamente", à perfeição e santidade cristãs, que é um estado espiritual para o qual todos os cristãos são chamados.

### Amor de marido e esposa

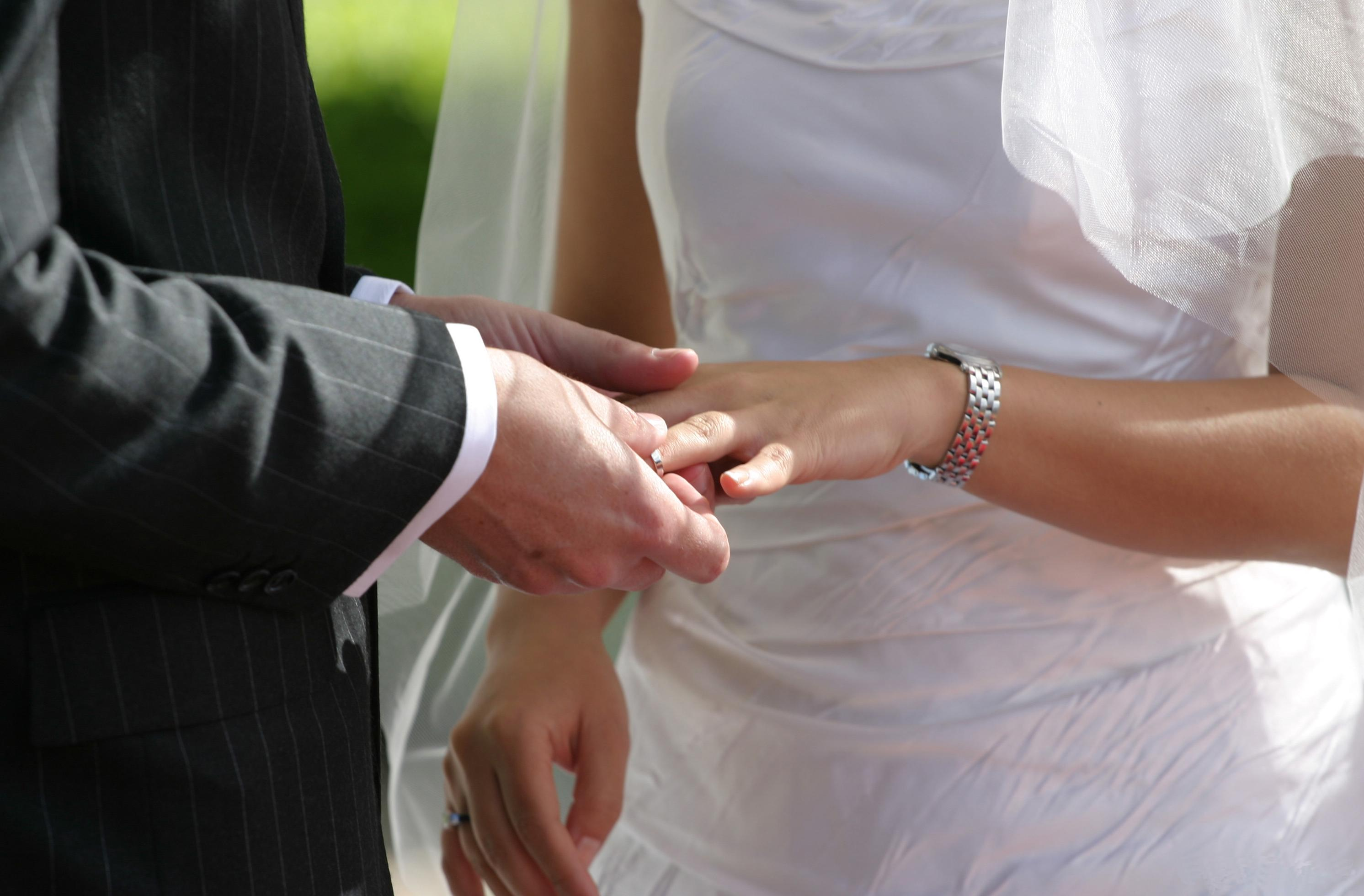
O sexto mandamento, de acordo com a Conferência dos Bispos Católicos dos Estados Unidos (USCCB), convida os casais a viverem mutuamente uma fidelidade emocional e sexual que é "essencial" ao casamento e um reflexo da fidelidade de Deus aos homens.

De acordo com os ensinamentos da Igreja, o amor conjugal está destinado a atingir um fim duplo e indissociável: a união de marido e mulher, para "o bem dos próprios esposos", e a transmissão da vida. Sendo assim, "o amor conjugal do homem e da mulher está, assim, colocado sob a dupla exigência da fidelidade e da fecundidade". O aspecto unitivo inclui a doação mútua do ser de cada parceiro, de modo que "assim já não são dois, mas uma só carne." O sacramento do Matrimônio é visto como Deus selando o consentimento que une os parceiros. Este consentimento incluiu a aceitação de fracassos e erros do outro cônjuge e o reconhecimento da "chamada à santidade no casamento", que exige a ambos um processo de crescimento espiritual e de conversão que pode durar a vida toda.

#### Fecundidade do casamento, o prazer sexual e o controle de natalidade
Ao longo da história da Igreja Católica, pensadores católicos ofereceram opiniões divergentes sobre o prazer sexual. Alguns viram como pecaminoso, enquanto outros discordavam. A Igreja não tinha uma posição formal até o ano de 1546, quando o Concílio de Trento decidiu que a concupiscência convida o pecado, mas "não é formalmente pecaminosa por si mesma." Em 1679, o Papa Inocêncio XI condenou o "sexo marital feito apenas por prazer". A posição da Igreja sobre a atividade sexual pode ser resumida como: a "atividade sexual pertence somente no casamento como uma expressão da união e doação total, e sempre aberta à possibilidade de uma nova vida." Atos sexuais no casamento são considerados "nobres e honrados" e são destinados a serem apreciados com "alegria e gratidão."
O controle de natalidade antecede o Cristianismo; a Igreja Católica condenou estes métodos ao longo de sua história. Em resposta à Igreja Anglicana ter aceitado a prática da contracepção artificial em 1930, a Igreja Católica emitiu a encíclica papal Casti Connubii em 31 de Dezembro de 1930. A encíclica papal de 1968 Humanae Vitae é uma reafirmação da visão tradicional da Igreja Católica sobre o casamento e as relações conjugais, bem como a continuação da condenação do controlo artificial de natalidade.
A Igreja encoraja as famílias grandes, vendo-as como uma bênção. Porém, ela também reconhece que a paternidade responsável pode algumas vezes, dependendo das circunstâncias, precisar de uma limitação ou certo espaçamento entre os nascimentos, podendo isto ser feito através do planejamento familiar natural, que é moralmente aceitável, ao contrário dos métodos de contracepção artificial, que são rejeitados. A Igreja rejeita também todas as formas de inseminação artificial, porque estas técnicas "dissociam o acto sexual do acto procriador", "provocam a dissociação dos progenitores pela intervenção duma pessoa estranha ao casal (dádiva de esperma ou ovócito, empréstimo de útero)" e "lesam o direito do filho a nascer dum pai e duma mãe seus conhecidos e unidos entre si pelo casamento". O Catecismo afirma que uma criança "não é uma dívida, é uma dádiva" e é o "dom mais excelente do matrimónio".
Muitos católicos e não católicos têm acusado a Igreja de contribuir para a superpopulação e a pobreza por estar a apoiar o planejamento familiar natural. A rejeição da Igreja pelo uso do preservativo é amplamente criticada, em especial nos países onde a incidência da SIDA atingiu proporções de epidemia. Em sua defesa, a Igreja cita países como o Quênia e a Uganda, onde as mudanças comportamentais e o uso do preservativo são incentivados em conjunto e onde, por isso, se tem verificado um maior sucesso no controle da doença do que nos países que promovem somente o uso do preservativo.

#### Ofensas contra a dignidade do casamento
Segundo a Igreja, o adultério e o divórcio são considerados "ofensas à dignidade do matrimónio" e são definidos da seguinte forma:
1. O adultério "é o termo que designa a infidelidade conjugal. Quando dois parceiros, dos quais pelo menos um é casado, estabelecem entre si uma relação sexual, mesmo efémera, cometem adultério."[114] A Igreja considera o adultério um pecado maior que a fornicação porque envolve pessoas casadas.[126] Kreeft afirma que o adultério é um pecado "contra o seu cônjuge, sua sociedade, e seus filhos, bem como o seu próprio corpo e sua alma."[140]
2. O divórcio "é uma ofensa grave à lei natural. Pretende romper o contrato livremente aceite pelos esposos de viverem um com o outro até à morte. O divórcio é uma injúria contra a aliança da salvação, de que o matrimónio sacramental é sinal". O próprio Jesus, reafirmando a indissolubilidade do casamento, disse que "não é lícito ao homem, despedida a esposa, casar com outra; nem é legítimo que outro tome como esposa a que foi repudiada pelo marido".[114][141] Explicando a interpretação da Igreja deste ensinamento, Kreeft disse que Jesus considerava o divórcio como uma acomodação, uma tolerância que se tinha infiltrado na lei judaica.[140] A Igreja ensina que o casamento foi criado por Deus e foi feito para ser indissolúvel: assim como a criação de uma criança que não pode ser "descriada", o vínculo matrimonial de "uma só carne" jamais poderia ser quebrado.[140] O Catecismo afirma que "o cônjuge casado outra vez encontra-se numa situação de adultério público e permanente", aumentando assim a "gravidade da ruptura".[114][140]

Além destas duas grandes ofensas, a poligamia, o incesto e a "união livre" (que incluiu a união de facto e o concubinato) são também consideradas "ofensas à dignidade do matrimónio".

#### Separação, divórcio civil e anulações
Segundo a Igreja, há situações que não correspondem ao divórcio:
1. Em certos casos previstos pelo direito canónico e em situações extremas, como a violência doméstica e o adultério, a separação é permitida, embora "permanecendo o vínculo matrimonial", que é indissolúvel. Isto não é considerado um divórcio e pode ser justificado.[140][142]
2. Divórcio civil não é um divórcio, segundo a Igreja, porque o vínculo matrimonial, se não for anulado por autoridade eclesiástica competente, continua a permanecer válido, visto que é indissolúvel. Porém, "se o divórcio civil for a única maneira possível de garantir certos direitos legítimos, tais como o cuidado dos filhos ou a defesa do património, pode ser tolerado sem constituir falta moral."[140][142]
3. Anulação do casamento não é um divórcio, mas sim é uma decisão por parte da Igreja de que o casamento nunca foi válido. O casamento é considerado nulo se lhe falta um dos cinco elementos integrais: ele deve ser "completo", "vitalício", "mútuo", um "dom gratuito" e composto por um homem e uma mulher.[140] De acordo com o Discurso de João Paulo II ao Tribunal da Rota Romana, do dia 22 de janeiro de 1996, os casais não têm o direito de anulação, mas têm o direito de apresentar o seu caso de nulidade ou validade junto de uma "autoridade eclesiástica competente e solicitar uma decisão sobre o assunto."[143] De acordo com a diocese católica de Arlington: […] sinais que podem indicar motivos para investigar uma anulação são: casamento que excluiu no momento do casamento o direito de ter filhos, ou para um casamento permanente, ou para uma dedicação exclusiva. Além disso, existem casamentos juvenis; casamentos de muito curta duração; casamentos marcados por grave abuso emocional, físico ou substancial; práticas sexuais anormais; irresponsabilidade profunda e falta de compromisso; autorização condicional para um casamento; fraude ou engano para obter o consentimento do cônjuge; doença mental grave; ou um vínculo anterior de casamento. A determinação deve ser feita após uma ampla consulta com o pároco ou diáconos e baseada em provas que estiverem disponíveis.[143]

## Sétimo mandamento

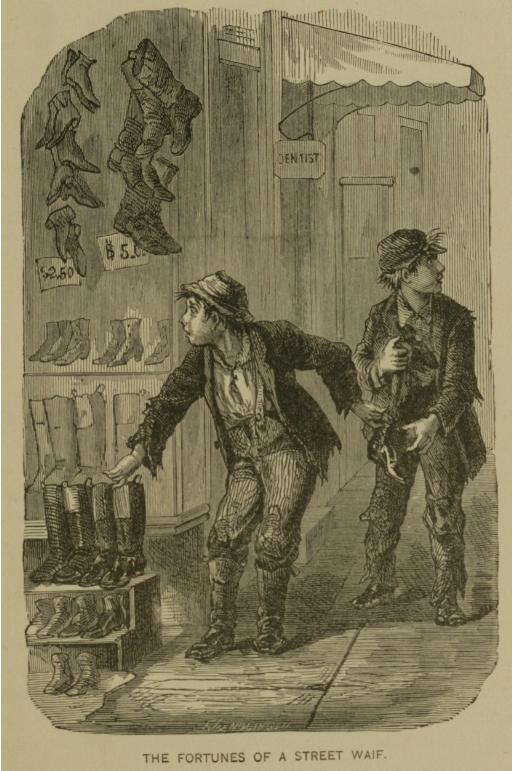
Tomar a propriedade alheia "em necessidade urgente e evidente" para "remediar necessidades imediatas e essenciais" não é considerado um pecado contra o sétimo mandamento.

O Catecismo explica que este mandamento regula os bens materiais e proíbe tomar injustamente, usurpar, usar ou danificar bens que pertencem a outra pessoa, contra a sua própria vontade. Ele coloca exigências para os que possuem bens materiais para que façam seu uso de forma responsável, levando em consideração o bem da sociedade. O Catecismo aborda o conceito da criação de Deus na explicação do sétimo mandamento e proíbe o abuso de animais e do meio ambiente.

### Propriedade privada
Segundo a Igreja Católica, as pessoas têm o direito à propriedade privada. Entretanto, a propriedade faz com que estas pessoas sejam apenas "administradores" de bens a quem são esperados que tornem as suas propriedades "frutíferas" ou rentáveis de uma maneira que beneficiem os outros depois de estas pessoas tiverem cuidado em primeiro lugar as suas respectivas famílias. A propriedade privada e o bem comum são vistos como elementos complementares que existem com o propósito de fortalecer a sociedade. A tomada da propriedade privada de uma outra pessoa não é considerado um pecado e um roubo "quando o consentimento se pode presumir ou a recusa é contrária à razão e ao destino universal dos bens. É o caso da necessidade urgente e evidente, em que o único meio de remediar necessidades imediatas e essenciais (alimento, abrigo, vestuário…) é dispor e usar dos bens alheios." O conceito dos escravos serem também propriedade privada é condenada pela Igreja, que o classifica como uma violação e um roubo dos direitos humanos da pessoa escravizada.

### Justiça social
A encíclica papal Rerum Novarum, que inaugurou a sistematização da Doutrina Social da Igreja, discute as relações e deveres recíprocos entre trabalho e capital, bem como entre o governo e seus cidadãos. A preocupação principal foi a necessidade de melhorar, combater e aliviar "a miséria que pressiona tão injustamente a maioria da classe trabalhadora". A encíclica apoiou o direito de formar sindicatos de trabalhadores, rejeitou o comunismo e o capitalismo sem restrições e reafirmou o direito à propriedade privada.
A interpretação do sétimo mandamento ensina que os empresários devem equilibrar o desejo de lucros que garantam o futuro da empresa e o "bem das pessoas". Donos de empresas são obrigados a pagar aos seus trabalhadores um salário razoável, honrar os contratos e abster-se de atividade desonesta, incluindo o suborno de funcionários públicos. Os trabalhadores são obrigados a fazer o seu trabalho conscientemente, como estiver escrito nos seus contratos, e evitar a desonestidade no local de trabalho, como o uso de material da empresa para uso pessoal sem permissão.
A Igreja ensina que o equilíbrio deve existir entre a regulamentação governamental e as leis do mercado. E considera que a dependência exclusiva do mercado (o capitalismo puro) não consegue abordar suficientemente muitas das necessidades humanas, enquanto que confiar apenas na regulamentação governamental (o socialismo puro) "perverte na base e os vínculos sociais". Entretanto, a Igreja não rejeita o capitalismo ou o socialismo, mas adverte contra os excessos e extremos de cada sistema que resultarão em injustiça para as pessoas. A Igreja também ensina que as nações mais ricas, assim como pessoas mais ricas, têm a obrigação moral de ajudar as nações e as pessoas mais pobres e de trabalhar para reformar as instituições financeiras e os fatores econômicos em benefício de todos.

## Oitavo mandamento
A Igreja ensina que "uma vez que Deus é o «Verdadeiro» (Romanos 3:4), os membros do seu povo são chamados a viver na verdade" e testemunhar a verdade revelada e manifestada totalmente por Jesus. Por isso, as violações e ofensas à verdade são pecados e têm diferentes graus de gravidade, dependendo das "intenções de quem comete e os danos sofridos por suas vítimas." Listadas a seguir, as violações ou ofensas são:
1. Falso testemunho e perjúrio: declarações feitas publicamente em tribunal que obstruam a justiça, condenando os inocentes ou inocentando o culpado, ou que aumentem a pena do acusado.
2. Juízo temerário ou precipitado: acreditar e admitir como verdadeiro, sem provas suficientes, em declarações que acusam os outros de defeitos morais.
3. Maledicência: a divulgação dos "defeitos de outrem a pessoas que os ignoram", sem uma razão objectivamente válida.
4. Calúnia: mentir para prejudicar a reputação de uma pessoa, proporcionando oportunidades para que outras pessoas façam julgamentos falsos acerca da pessoa caluniada.
5. Lisonja, adulação ou complacência: "estimula e confirma outrem na malícia dos seus actos e na perversidade da sua conduta", podendo ser, entre outras coisas, um "discurso para enganar os outros em benefício próprio."
6. Jactância, vanglória, gabar, ostentar ou zombar: discurso que honra apenas a si próprio e desonra os outros.
7. Mentira: é "dizer o que é falso com a intenção de enganar", sendo por isso a "ofensa mais directa à verdade" porque a contraria. O Catecismo afirma que a mentira, ao danificar "a relação do homem com a verdade e com o próximo, […] ofende a relação fundamental do homem e da sua palavra com o Senhor".[153][158]

A Igreja exige que aqueles que tiverem manchado a reputação do outro têm que reparar as inverdades que tenham comunicado. Entretanto, a Igreja também ensina que todos têm o direito à privacidade, por isso não há necessidade de uma pessoa revelar uma verdade a alguém que não tem o direito de a saber. Os padres estão proibidos de violar o segredo da confissão, independentemente de qualquer circunstância ou razão e não importando quão grave o pecado ou o seu impacto na sociedade. Qualquer padre que viole o segredo da confissão incorre em excomunhão latae sententiae, isto é, "pelo facto mesmo de violar a norma".
Incluídos nos ensinamentos da Igreja sobre este mandamento é o requisito para os cristãos testemunharem a sua fé "sem equívoco" em situações que os exijam. O uso de novas tecnologias para espalhar mentiras por indivíduos, empresas ou governos é condenado.

## Nono mandamento

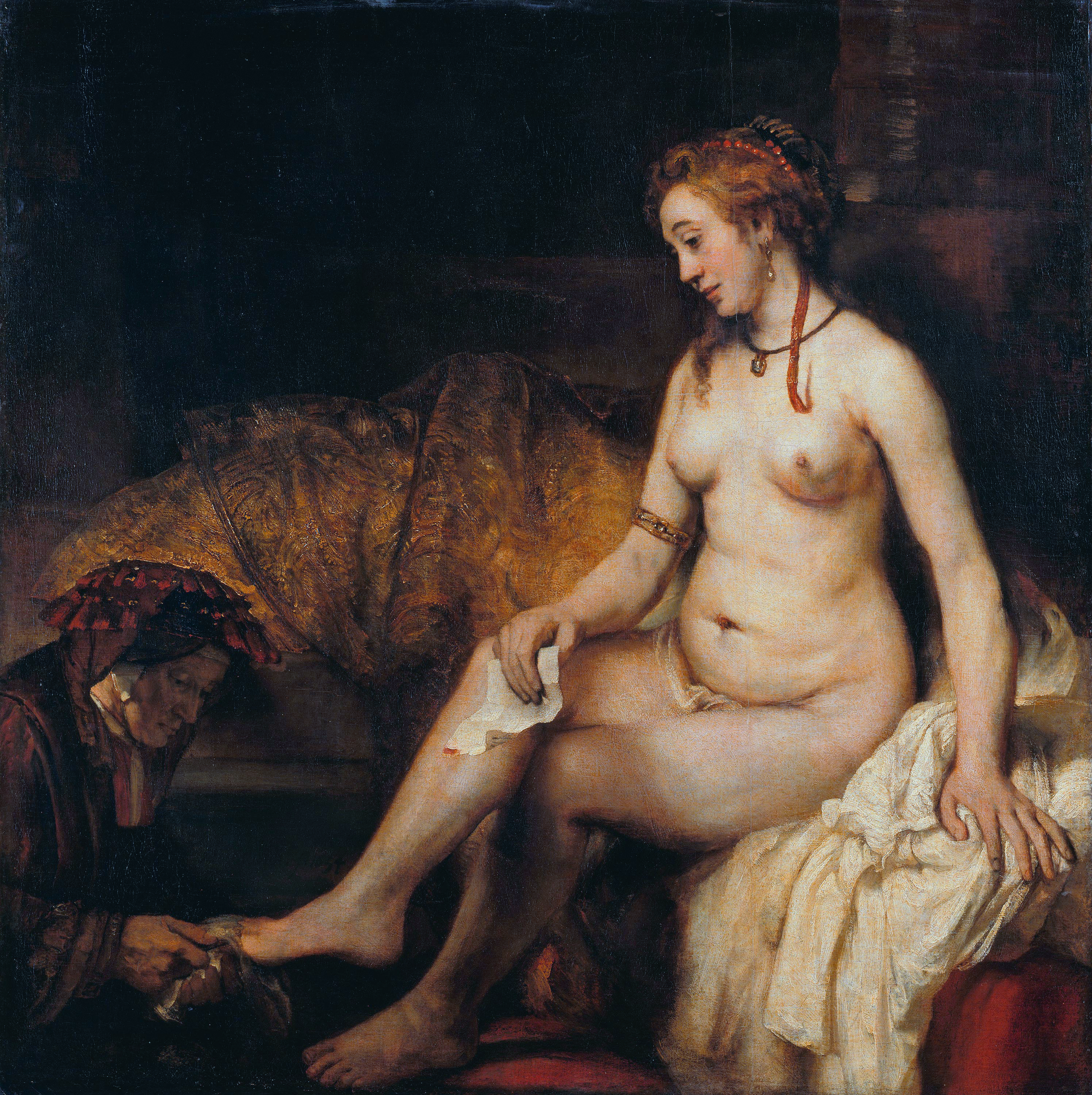
Betsabé no banho por Rembrandt, 1654. A história do Rei Davi e Betsabé ilustra a cobiça que levou aos pecados de adultério e de assassinato.

O nono e décimo mandamentos tratam da cobiça, que é uma disposição interior e não um ato físico. O Catecismo distingue entre a cobiça da carne (desejo sexual por outro cônjuge) e a cobiça por bens materiais.
Jesus enfatizou a necessidade de pensamentos puros, bem como de ações puras, e afirmou que "todo aquele que olhar para uma mulher, desejando-a, já cometeu adultério com ela no seu coração." O Catecismo afirma que, com a ajuda da graça de Deus, homens e mulheres são obrigados a superar a luxúria e outros desejos carnais, "tais como as relações pecaminosas com um cônjuge de outra pessoa." A pureza de coração é sugerida como uma qualidade necessária para realizar essa tarefa. As habituais orações e hinos católicos contêm um pedido para essa importante virtude. A Igreja identifica os seguintes dons de Deus que ajudam a manter a pureza de uma pessoa:
1. Castidade, que permite as pessoas amarem os outros com um coração reto e indiviso.
2. Pureza de intenção, que procura cumprir a vontade de Deus em tudo, sabendo que só Ele pode levar os homens ao seu verdadeiro fim.
3. "Pureza do olhar, exterior e interior," disciplinando os pensamentos e a imaginação para rejeitar aqueles que são impuros.
4. Oração que reconhece o poder de Deus de conceder a uma pessoa a capacidade de superar os desejos sexuais.
5. Modéstia ou pudor corporal e dos sentimentos, que implica discrição na escolha das palavras e do vestuário.[162][166]

Jesus declarou que são "bem-aventurados os puros de coração, porque verão a Deus". Esta pureza de coração, que introduz o nono mandamento, é a "condição prévia" para os santos verem Deus face a face e permite que a pessoa pura veja as situações e as pessoas como Deus as vê. Esta maneira pura de ver as coisas permite "aceitar o outro como um «próximo» e compreender o corpo humano, o nosso e o do próximo, como um templo do Espírito Santo, uma manifestação da beleza divina". O Catecismo ensina que "há uma conexão entre a pureza do coração, do corpo e da fé", sendo os "puros de coração" aqueles que "puseram a inteligência e a vontade de acordo com as exigências da santidade de Deus, principalmente em três domínios: a caridade; a castidade ou rectidão sexual; o amor da verdade e a ortodoxia da fé".

## Décimo mandamento
O desapego das riquezas é o objetivo do décimo mandamento e da primeira bem-aventurança ("bem-aventurados os pobres de espírito"), pois, de acordo com o Catecismo, este preceito é necessário para a entrada no Reino dos céus. A cobiça é proibida pelo décimo mandamento, pois é considerado a "raiz de onde procede o roubo, a rapina e a fraude, proibidos pelo sétimo mandamento" e que podem levar à violência e à injustiça. A Igreja define a cobiça como um "desejo desordenado" que pode assumir diferentes formas:
1. Cobiça é o desejo imoderado e excessivo de querer tudo aquilo que não é preciso.
2. A inveja, um dos sete pecados capitais, é o desejo imoderado de querer apropriar-se do bem alheio.[171] A USCCB define-a como "uma atitude que nos enche de tristeza ao ver a prosperidade do outro."[173] Santo Agostinho de Hipona afirmou que a inveja é "o pecado diabólico por excelência. Da inveja nascem o ódio, a maledicência, a calúnia, a alegria causada pelo mal do próximo e o desgosto causado pela sua prosperidade".[163]

Explicando o ensinamento da Igreja sobre este mandamento, Kreeft cita São Tomás de Aquino, que escreveu que "um desejo mau só pode ser superado por um desejo bom mais forte." A USCCB sugere que isto pode ser conseguido através do cultivo da boa vontade, humildade, gratidão e confiança na graça de Deus. Na sua carta aos Filipenses, São Paulo de Tarso, depois de listar as suas qualificações pessoais e feitos terrenos como judeu respeitado, considerou tudo aquilo "como perda, comparado com a suprema grandeza do conhecimento de Cristo Jesus, meu Senhor, por cuja causa perdi todas as coisas. Eu as considero como esterco para poder ganhar a Cristo e ser encontrado nele". Kreeft explica que o ensinamento da Igreja sobre o décimo mandamento é direcionado para essa atitude de São Paulo para com os bens materiais, denominada de "pobreza de espírito". Esta atitude humilde e desapegada é uma bem-aventurança a ser vivida, porque, como afirmou Jesus, o "que adianta ao homem ganhar o mundo inteiro e perder a sua alma?"